# (1820) Lohmann
(1820) Lohmann – planetoida z pasa głównego asteroid okrążająca Słońce w ciągu 3 lat i 95 dni w średniej odległości 2,2 au Została odkryta 2 sierpnia 1949 roku w Landessternwarte Heidelberg-Königstuhl w Heidelbergu przez Karla Reinmutha. Nazwa planetoidy pochodzi od Wernera Lohmanna, niemieckiego astronoma. Przed jej nadaniem planetoida nosiła oznaczenie tymczasowe (1820) 1949 PO.